# TOKIO in YAMATO2520 〜YAMATO2520テーマソングス〜
『TOKIO in YAMATO2520 〜YAMATO2520テーマソングス〜』（トキオ・イン・ヤマト2520 ヤマト2520テーマソングス）は、TOKIO初の映像作品。1995年3月8日にSony Recordsより発売された。

## 概要
OVA｢YAMATO2520｣のイメージソングを歌っていたTOKIOをフィーチャーしたものとなっている。
TOKIOのシングル｢明日の君を守りたい 〜YAMATO2520〜｣のカップリング曲である｢永遠の星座 〜YAMATO2520 愛のテーマ〜｣のPVが収録されている。

## 収録曲
1. YAMATO2520
2. 明日の君を守りたい 〜YAMATO2520〜 Debut Live at Nippon Budokan November 2, 1994
作詞：工藤哲雄、作曲：都志見隆、編曲：白井良明
TOKIOのデビューコンサート｢TOKIO IN 武道館 TOKIOと楽しい時代を｣の映像。
3. 明日の君を守りたい 〜YAMATO2520〜（シンフォニック・ヴァージョン）
4. 永遠の星座 〜YAMATO2520 愛のテーマ〜
作詞：山田ひろし、作曲：住吉中、編曲：重実徹
シングル｢明日の君を守りたい 〜YAMATO2520〜｣のカップリング曲のPV。
5. 神秘なる宇宙